# 2-я византийская малая хроника
2-я византийская малая хроника — историческое сочинение, состоящее из выдержек из труда озаглавленного как «Хроника о Льве Исавре». Названа по изданию П. Шрайнера, где эта хроника приведена под номером 2. Сохранилась в рукописи XVI в. Состоит из 21 заметки, охватывающих период с 730 по 820 гг. Описывает события политической истории Византии, истории византийской церкви и стихийные бедствия.

## Издания
- P. Schreiner. Die byzantinischen kleinchroniken. V. 1. Wien, 1975, p. 46-49.

## Переводы на русский язык
- 2-я византийская малая хроника в переводе А. С. Досаева на сайте Восточной литературы